# Епидемија малих богиња у Србији 2017/18.
Епидемија малих богиња у Србији 2017/18. је енциклопедијски и епидемиолошки приказ кретања ове болести од њеног првог епидемијског јављања на територији Републике Србије, укључујући и територију надлежности Завода за јавно здравље Косовска Митровица од почетка октобра 2017. године. 
Мале богиње или морбили су један од водећих узрока смртности деце у свету, иако се могу ефикасно спречити безбедном и ефективном вакцином која је доступна и у Србији више од 40 година.У ризику од заразе су и деца и одрасли, или све особе које нису вакцинисане и немају заштитни имунитет. Ипак у нешто већем ризику су деца као специфична популација, због слабије развијеног имунског система. Међутим, вирус малих богиња не прави разлику да ли се ради о одраслој особи, детету, некоме ко је активан спортиста или хронични болесник. Ко није вакцинисан, и ко нема имунитет у контакту са вирусом малих богиња обавезно ће оболети.
Највећа епидемија малих богиња у Србији евидентирана је 1997. године када је оболело око 4.000 људи и умрло седам особа.

## Епидемиологија
До 10. новембра 2017. године, када је регистровано 98 случајева (од којих су 24 лабораторијски потврђена), епидемија малих богиња није проглашена у Србији већ само пријављена од стране Републичког ИЗЈЗ. На основу ове пријаве Министар проглашава појаву епидемије заразних болести од већег епидемиолошког значаја, и наређује хитне мере које у овом случају морају да се спроводе, на предлог Комисије за заштиту становништва од заразних болести и Института за јавно здравље Србије у року од два дана од дана пријема овог предлога.

### Могући узроци епидемијског јављања малих богиња
Као главни фактори избијања пратеће епидемије малих богиња у 2017. наводе се следећи разлози:
- Србија се сврстава у земље у којима се ендемски одржавају мале богиње са епидемијама (2007, 2009/2010, 2014/2015, 2016/2017), а у првих девет месеци 2017. године у Републици Србији регистровано је 12 случајева малих богиња (генотип Б3) у епидемијама у Општој болници Крушевац, популацији града Крушевца и Општој болници Сремска Митровица — Дом здравља Сремска Митровица,
- имунолошки бедем маргинализованих и миграторних популационих група,
- заступљеност осетљиве популације — пад обухвата у последњих пет година, због отпора родитеља према ваквинацији
- епидемиолошка ситуација у окружењу Србије — појава морбила у суседним земљама. У прва два месеца 2017. године, више од 1.500 случајева малих богиња регистровано је у 14 европских земаља услед „акумулације невакцинисаних појединаца”,[б]. У 10 земаља - Аустрији, Белгији, Хрватској, Француској, Немачкој, Италији, Пољској, Румунији, Шпанији и Шведској - број регистрованих случајева у јануару и фебруару 2017. је преко два пута већи него у истом периоду 2016. године.

Имајући у виду напред изнето, као и тврдњу стручњака да само један контакт са зараженом особом неминовно довоси до ширења болести, ка и да једна заражена особа може заразити 15 здравих особа, логично је да је зашто је у једном периоду госине дошло до епидемијског ширења малих богиња на територији Србије.

### Ток масовнијег јављања малих богиња
Прве случајеве малих богиња Институту за јавно здравље Србије „Др Милан Јовановић Батут” пријавио је Центар за контролу и превенцију болести Завода за јавно здравље Косовска Митровица (који је надлежан за територију српских енклава, са већинским српским и неалбанским становништвом) 23. октобра 2017. године. На наведеној територији до 8.11.2017. године регистровано је 55 особа са клиничком сликом малих богиња, од којих је код једанаест лабораторијски потврђена дијагноза на Институту Торлак у Београду. Дана 2. новембра 2017. године Институт Торлак је доставио лабораторијску потврду случаја малих богиња код детета из Грачанице, код кога су се симптоми малих богиња јавили у току хоспитализације због лечења основне болести на Институту за здравствену заштиту мајке и детета Србије „Др Вукан Чупић” у Београду.
Центар за контролу и превенцију болести Завода за јавно здравље Врање 1. новембра 2017. године пријавио је Институту за јавно здравље Србије епидемију малих богиња на територији општине Бујановац, са двоје оболелих. Код ових лица је лабораторијски потврђена дијагноза на Институту Торлак. Обе особе су претходно биле у контакту са оболелима од малих богиња на Инфективној клиници Клиничког центра Приштина. 
Дана 6. новембра 2017. године Центар за превенцију и контролу болести Завода за јавно здравље Краљево доставио је Институту за јавно здравље Србије пријаву породичне епидемије малих богиња, са двоје оболелих, код којих је лабораторијски потврђена дијагноза на Институту Торлак. Ради се о особама које су претходно биле у контакту са оболелима од малих богиња током боравка у Приштини.
Центар за контролу и превенцију болести Градског завода за јавно здравље Београд 8. новембра 2017. године пријавио је Институту за јавно здравље Србије епидемију малих богиња на територији Града Београда, са пет оболелих, код којих је лабораторијски потврђена дијагноза на Институту Торлак. Оболеле особе нису биле у контакту са особама са подручја Косова и Метохије, нити са особама са сличном клиничком сликом на територији пребивалишта. Оболели су невакцинисани, или непознатог вакциналног статуса. Сви оболели су хоспитализовани на Институту за здравствену заштиту мајке и детета Србије „Др Вукан Чупић”, односно на Клиници за инфективне и тропске болести Клиничког центра Србије. Код једне од оболелих особа дијагностикована је упала плућа, као једна од тежих компликација малих богиња.
Према изјави министра здравља Србије, Златибора Лончара, датој Радио телевизији Србије 12. новембра 2017. године: Од почетка октобра 2017. до датума давања изјаве, регистровано је 98 случајева малих богиња у Србији. Већина оболелих није вакцинисана, или је непотпуно вакцинисана. У болници је 47 одсто оболелих, а седморо има и упалу плућа.

## Ток епидемије у 2017. години
Од почетка новембра 2017. године до дан 12. децембар 2017. године епидемије малих богиња пријављене су на територији града Београда (79 оболелих), града Краљева (91 оболели), града Ниша (27 оболелих) и општине Бујановац (два оболела), а од почетка децембра 2017. године и на територији општина Велика Плана (четири оболела) и Бојник (пет оболелих). У Тутину је пријављена породична епидемија малих богиња са петоро оболелих. Лабораторијски потврђени случајеви малих богиња регистровани су и у Суботици (један), Прешеву (три), Врању (два), Смедеревској Паланци (два) и Новом Саду (три).
У Србији је од почетка октобра до 26. децембра 2017. године регистровано укупно 654 случајева малих богиња,  на територији града Београда (158 оболелих), града Краљева (116 оболелих), града Ниша (69 оболелих) и општине Бујановац (два оболела), а од почетка децембра 2017. године и на територији града Смедеревска Паланака (два оболела) и општина Велика Плана (пет оболелих) и Бојник (12 оболелих). Код 236 болесника морбили су лабораторијски потврђени у Институту „Торлак”. Најмлађа оболела особа је беба од два месеца, а најстарија особа има 60 година. Највећи број оболелих је међу млађима од пет година и старијима од 30 година. Већина оболелих особа (91%) је невакцинисана, непотпуно вакцинисана или непознатог вакциналног статуса.

### Смртни случајеви у 2017. години
26. децембар 2017.
Двадесетогодишњи младић из Београда преминуо је 26. децембра 2017. године у болници на одељењу интензивне неге због компликација изазваних малим богињама.

### Кретање епидемијског јављања малих богиња по данима у 2017. години
| Стање на дан        | Број оболелих | Лабораторијски потврђено у | На болничком лечењу | Са компликацијама | % невакцинисаних или непотпуно вакцинисаних | Умрло |
| ------------------- | ------------- | -------------------------- | ------------------- | ----------------- | ------------------------------------------- | ----- |
| 10. новембар 2017.. | 98            | 24                         | 47                  | 7                 | 91                                          |       |
| 13. новембар 2017.  | 105           | 24                         | 47                  | 8                 | 91                                          |       |
| 21. новембар 2017.  | 202           | 50                         | 75                  | 15                | 91                                          |       |
| 27. новембар 2017.  | 249           | 65                         | 89                  | 21 (упала плућа)  | 91                                          |       |
| 4. децембар 2017.   | 336           | 110                        | 141                 | 26 (упала плућа)  | 91                                          |       |
| 12. децембар 2017.  | 456           | 132                        | 141                 | 47 (упала плућа)  | 91                                          |       |
| 26. децембар 2017.  | 654           | 236                        | 238                 | 84 (упала плућа)  | 91                                          | 1     |

## Ток епидемије у 2018. години
И У 2018. години епидемија морбила је наставила да влада широм Србије несмањеном жестином, тако да је од почетка октобра 2017. године, закључно са 5. јануаром 2018. године на територији Републике Србије, укључујући и територију надлежности Завода за јавно здравље Косовска Митровица, регистровано укупно 808 случајева малих богиња, од којих je 350 лабораторијски потврђено у Институту Торлак. Од укупног броја оболелих, 34% је било хоспитализовано или је хоспитализација у току. Од тежих компликација малих богиња регистрована је упала плућа код 105 оболелих особа.
ИЈЗ Војводине је пријавио 4. јануара 2018. године епидемију малих малих богиња за град Нови Сад  (осам оболелих), а 5. јануара 2018. године и Завод за јавно здравље Лесковац такође је пријавио епидемију за град Лесковац (десет оболелих).

### Смртни случајеви у 2018. години
3. јануар 2018.
Клинички центар у Нишу, пријавио је смртни исход (други по реду од појаве епидемије), али овога пута код  детета узраста две године из Алексинца, које није било вакцинисано. Болест је лабораторијски потврђена, а у клиничком току је дошло до развоја запаљења плућа. 
22. јануар 2018.
Двадесетједногодишња породиља из Ниша преминула је на Инфективној клиници у Нишу од компликација изазваних малим богињама, 22. јануара 2018. године, након што је примљена на клиничко лечење 16. јануара 2018. То је трећи смртни случај који се догодио од почетка епидемије.
19. фебруара 2018.
Клиника за инфективне и тропске болести у Београду пријавила је смртни исход код особе узраста 45 година из Београда. Болест је лабораторијски потврђена, а у клиничком току је дошло до развоја запаљења плућа.
20. фебруар 2018.
Према подацима Клинике за инфективне и тропске болести у Београду смртни исход од малих богиња регистрован је 20. фебруара 2018. године, код особе рођене 1988. године, која је била запослена као помоћна радница у Клиничком центру Србије, код које је због болест настала након заражавања морбилима код своје куће, у клиничком току болести дошло до развоја запаљења плућа.
2. март 2018.
Према саопштењу Института за јавно здравље Србије „Др Милан Јовановиц Батут” од 2. марта 2018. године у Клиничком центру Ниш, након скоро четири недеље лечење преминуло је дета због компликација (упала плућа) изазваних малим богињама. Ово четворогодишње (невакцинисано) дете из Врањске бање шеста је жртва малих богиња у Србији од почетка епидемије.
6. март 2018.
Према саопштењу је Института за јавно здравље Србије „Др Милан Јовановиц Батут” од 6. марта 2018. године у Клиничком центру Београд, након лечења, преминула је особа стара 40 година због компликација (упала плућа) изазваних малим богињама.
13. март 2018.
Према подацима Завода за јавно здравље Нови Пазар, добијеним 13. март 2018. године, смртни исход од малих богиња регистрован је код особе рођене 1976. године, код које је у клиничком току болести дошло до развоја запаљења плућа.
14. март 2018.
На Дечјој интерној клиници у Нишу 14. марта 2018. године је преминула превремено рођена беба, чија мајка је оболела од морбила. Узрок смрти је крварење у централном нервном систему, као последица незрелих крвних судова. Мајка преминуле бебе, која је оболела од морбила, након опоравка, 13. марта је отпуштена из болнице.
15. март 2018.
Клинички центар Ниш пријавио је смртни исход код особе узраста 32 године из Ниша, док је Клинички центар Крагујевац  пријавио смртни исход код особе узраста 32 године из Тутина. Код обе особе болест је лабораторијски потврђена, а у клиничком току дошло је до развоја запаљења плућа.
12. април 2018.
Клинички центар Ниш пријавио је смртни исход код детета старог једанаест месеци из Дољевца. Болест је лабораторијски потврђена, а у клиничком току дошло је до развоја запаљења плућа.
13. април 2018.
Институт за здравствену заштиту мајке и детета „Др Вукан Чупић“ у Београду пријавио је смртни исход код детета узраста две године из Крагујевца, које је преминуло 4. априла 2018. године. Болест је лабораторијски потврђена, а у клиничком току је дошло до развоја запаљења плућа.
13. април 2018.
Општа болница Алексинац пријавила је смртни исход код особе узраста 30 година из Алексинца.

### Кретање епидемијског јављања малих богиња по данима у 2018. години
| Стање на дан       | Број оболелих | Лабораторијски потврђено у | На болничком лечењу | Са компликацијама                            | % невакцинисаних или непотпуно вакцинисаних | Умрло |
| ------------------ | ------------- | -------------------------- | ------------------- | -------------------------------------------- | ------------------------------------------- | ----- |
| 5. јануар 2018..   | 808           | 350                        | 289                 | 105 (упала плућа)                            | 93                                          | 2     |
| 15. јануар 2018..  | 1.036         | 479                        | 342                 | 133 (упала плућа)                            | 93                                          | 2     |
| 19. јануар 2018..  | 1.227         | 615                        | 380                 | 154 (упала плућа)                            | 93                                          | 2     |
| 24. јануар 2018..  | 1.327         | 660                        | 434                 | 164 (упала плућа)                            | 94                                          | 3     |
| 9. фебруар 2018..  | 2.035         | 1.022                      | 750                 | 245 (упала плућа и запаљење мозга)           | 94                                          | 3     |
| 22. фебруар 2018.. | 2.559         | 1.291                      | 850                 | 288 (упала плућа и запаљење мозга)           | 94                                          | 5     |
| 2. март 2018..     | 2.896         | 1.448                      | 910                 | 329 (упала плућа и запаљење мозга)           | 94                                          | 6     |
| 5. март 2018..     | 3.123         | 1.581                      | 1010                | 347 — упала плућа (346) и запаљење мозга (1) | 95                                          | 9     |
| 13. март 2018..    | 3.538         | 1.817                      | 1.310               | 400 — упала плућа (398) и запаљење мозга (2) | 95                                          | 11    |
| 29. март 2018..    | 4.292         | 2.265                      | 1.410               | 467 — упала плућа (465) и запаљење мозга (2) | 95                                          | 11    |
| 5. април 2018..    | 4.538         | 2.368                      | 1.620               | 468 — упала плућа (466) и запаљење мозга (2) | 95                                          | 11    |
| 18. мај 2018..     | 5.318         | 2.710                      | 1.820               | 556 — упала плућа (554) и запаљење мозга (2) | 95                                          | 15    |

## Епидемија на на територији Косова и Метохије
Епидемија малих богиња на територији Косова и Метохије са већинским српским и неалбанским становништвом пријављена је 23. октобра 2017. године и до 5. априла 2018. године на наведеној територији регистроване су 353 оболеле особе.

## Мере превенције
Како су мале богиње болест која је предвиђена за искорењавање, те и када се јави један оболели то је епидемија, која захтева стриктно спровођење мера превенције. Проглашење епидемије подразумева увођење ванредног епидемиолошког назора и ванредне вакцинације становништва, којом се проширује горња старосна граница за имунизацију која је у овом тренутку до навршених 14 година живота.
Према изјавам епидемиолога ИЗЈЗ Србије, како је једина ефикасна мера у спречавању обољења и његовог даљег ширења благовремена имунизација ММР вакцином, у том смислу прва мера је да се сва вакцинисана и невакцинисане деце од 12 месеци до 14 година у Србији подвргну вакцинацији. У складу са предложеним мерама Института за јавно здравље Србије Батут на територији Србије, од почетка новембра 2017. године интензивно спроводи вакцинација свих невакцинисаних и непотпуно вакцинисаних особа узраста од годину дана до 14 година.
Имајући у виду околности, период заразности, сезоност, остварене контакте, мере пооштреног надзора (противепидемијске мере) треба спроводити најмање у периоду двоструке максималне инкубације од последњег регистрованог случаја, а пре свега у складу са параметрима у оцени и процени епидемиолошке ситуације у жаришту епидемије, односно на територији Републике Србије. 
Са развојем актуелне епидемиолошке ситуације Институт за јавно здравље Србије „Др Милан Јовановић Батут” редовно предлаже мере у складу са законским и подзаконским актима, стручним ставовима, препорукама СЗО, из којих је проистекао и  усвојени план елиминације морбила у Србији.

### Декларација о подршци вакцинацији стручне јавности Србије
На иницијативу Лекарске коморе Србије, угледни представници државних, научних, образовних институција и струковних комора у здравственом систему Србије потписали су 30. јануара 2018. године заједничку Декларацију о подршци вакцинацији, следеће садржине:
| „ | Лекарска комора Србије сматра да је од велике важности да стручна јавност пошаље грађанима јасну и уједињену поруку о значају вакцинације као научно потврђене и најефикасније мере у превенцији ширења заразних болести. Поражавајуће је што је поверење код грађана у Србији данас пољуљано у толикој мери да смо, због значајног пада у обухвату вакцинисане деце, суочени са епидемијом морбила и принуђени да у 21. веку указујемо на неопходност и значај имунизације становништва за искорењивање заразних болести. Надам се да ћемо потписивањем овог документа и залагањем за циљеве који су истакнути у тексту саме Декларације, успети да повратимо поверење грађана у медицинска достигнућа и научне чињенице", рекао је др Милан Динић, директор Лекарске коморе Србије. У Декларацији о подршци вакцинацији наводи се и да су имунизација и вакцине једно од највећих достигнућа човечанства и да ниједна друга медицинска интервенција није спасла већи број живота“. Пласирање непроверених информација о штетности вакцинације шири неоправдан страх код родитеља, што је довело до алармантног пада у броју вакцинисане деце у Републици Србији. Чињеница је да би даљи пад у обухвату деце вакцинацијом довео до значајних последица по здравље нације и зато сматрамо да је неопходно осигурати најширу јавну подршку вакцинацији и континуирано радити на едукацији грађана о улози и користи имунизације за здравље људи, кроз пружање информација заснованих на научним чињеницама. | ” |

## Супротстављени ставовови о вакцинацији против малих богиња
Само током 2015. године 134.200 особа је умрло због малих богиња у свету (367 сваког дана или 15 сваког сата). Ако невакцинисана деца добију мале богиње у 30% случајева због компликација може се јавити губитак слуха, упала плућа, запаљење мозга, али и смртни исход. На овакво стање у свету утицала је дугогодишња негативна кампања која је довела до тога да родитељи сумњају у позитивне ефекте вакцине, а као резултат тога, су епидемије које се полако шире у многим европским земљама укључујући и Србију у којој се то дешава у 2017 и 2018. години.
Одбијање вакцинације деце утиче на колективни имунитет, који се постиже када се вакцинише најмање 95% популације. Према најновијим епидемиолошким подацима, овај број је сада само око 50%! Родитељи који одбијају да вакцинишу своју бебу не само да своје дете излажу ризикују, већ и осталу децу младе са којима је дете у контакту, а посебно ону децу која имају имунолошке поремећаје, леукемију, акутне заразне болести или алергије па не могу да се вакцинишу (па је једини начин да таква деца буду безбедна да окружење буде имуно - уредно вакцинисано). 
Имајући у виду да се епидемија креће у дечјем узрасту, у школама и вртићима, вакцинисана деца су одговорна за колективни имунитет јер на тај начин штите и своје родитеље, баке и деке који или нису били вакцинисани или су примили само једну дозу вакцине која их не штити у потпуности, као што је случај са свим онима који су рођени пре 1993. године. 
Свака вакцина, као и сваки лек има нежељене ефекте. Тако ММР вакцина може довести до две групе нежељених ефеката: 
- Први су стандард, који укључује оток и црвенило на месту давања вакцине, као и благу температуру првог или другог дана.
- Остали ефекти су касни. Појављују се до две недеље након вакцинације и манифестују као благи знаци болести против које је дете вакцинисано. То може довести до повишене температуре, отока капака, црвенила коже, а понекад и повећања лимфних чворова на врату. Ово стање траје неколико дана, понекад и дуже, а понекад се заборави на вакцинацију па се стање дете проглашава за неку нову инфекцију и непотребно лечи. Међутим, ови ефекти су пролазни, тако да уз мало стрпљења и лекова за снижавање температуре све пролази без последица.

Озбиљне научне студије показују да су компликације, ма како биле ретке, најмање ако се вакцина даје између 12. и 15. месеца што је предвиђено календаром вакцинација у Србији. Ма како висока температура после вакцинације деловала узменимирујуће за родитеље (која се јавља код деце старије од 15 месеци), то је ништа у односу на болест од које умиру невакцинисани.
Заблуде о ММР вакцини и аутизму
Вакцину против малих богинја (односно комбиновану ММР вакцину) бије лош глас због њене наводне повезаности са аутизмом, што је једна од најштетнијих заблуда лансираних у медицини последњих деценија. Лансирање ове заблуде почело је у фебруару 1998. када је Ендру Вејкфилд, абдоминални хирург, са својим сарадницима у часопису „Лансет” објавио чланак о томе како ММР вакцина изазива аутизам. Чланак је пренело мноштво медија и тако је започео ланац страха и нове појаве болести за који се сматрало да је искорењена, првенствено оне повезане са малим богињама.
Многи аутори касније су покушали да потврде корелацију између морбила и аутизма, али нису успели. Поред тога, новинар „Сандеј Тајмса” 2004. године утврдио ја да „Лансет” није проверио све наводе у чланку пре него што је он објављен, као и да је Вејкфилд има финансијске користи од своје „храбре” тврдње, коју није могао оправдати. Епилог ове приче је у томе да се часопис „Лансет” у потпуности оградио и одбацио Вејкфилдове тврдње, а он сам је избачене из Лекарске коморе Енглеске.
Према изјави српског епидемиолог проф. др Зоран Радовановић.
Ове две појаве (вакцинација и аутизам) немају апсолутно никаве везе осим што се временски подударају зато што у другој и трећој години родитељи обично уочавају да нешто није у реду са дететом и повезују то са вакцинацијом. Међутим, стручњаци могу да открију аутизам много пре првог рођендана.